# Campionati mondiali di sci d'erba 2013
La diciottesima edizione dei Campionati mondiali di sci d'erba si sono svolti in Giappone, a Shichikashuku, nella Prefettura di Miyagi dal 4 all'8 settembre 2013.

## Risultati

### Uomini

#### Supergigante
| Posizione | Atleta           | Nazione   | Tempo |
| --------- | ---------------- | --------- | ----- |
| 1         | Martin Stepanek  | Rep. Ceca | 29.18 |
| 2         | Edoardo Frau     | Italia    | 29.26 |
| 3         | Stefan Portmann  | Germania  | 29.35 |
| 4         | Michael Stocker  | Austria   | 29.39 |
| 5         | Fausto Cerentin  | Italia    | 29.40 |
| 6         | Jan Nemec        | Rep. Ceca | 29.50 |
| 7         | Jan Gardavsky    | Rep. Ceca | 29.82 |
| 8         | Mirko Hueppi     | Svizzera  | 29.95 |
| 9         | Andrea Notaris   | Italia    | 30.02 |
| 10        | Benjamin Bennett | Germania  | 30.05 |

Data: Giovedì, 5 settembre 2013

Ore: 11:30

Partenza: 724 m, arrivo: 603 m

Dislivello: 121 m

Pendenza media: 14%

#### Supercombinata
| Posizione | Atleta           | Nazione   | Tempo   |
| --------- | ---------------- | --------- | ------- |
| 1         | Mirko Hueppi     | Svizzera  | 1:03.62 |
| 2         | Edoardo Frau     | Italia    | 1:03.67 |
| 3         | Fausto Cerentin  | Italia    | 1:03.74 |
| 3         | Michael Stocker  | Austria   | 1:03.74 |
| 5         | Jan Nemec        | Rep. Ceca | 1:03.83 |
| 6         | Stefan Portmann  | Germania  | 1:04.16 |
| 7         | Domenic Senn     | Svizzera  | 1:04.34 |
| 8         | Benjamin Bennett | Germania  | 1:04.44 |
| 9         | Lukas Kolouch    | Rep. Ceca | 1:04.60 |
| 10        | Andrea Notaris   | Italia    | 1:04.75 |

Data: Venerdì, 6 settembre 2013

Ore: 10:45

Supergigante Partenza: 724 m, arrivo: 603 m

Dislivello: 121 m

Pendenza media: 14%

Slalom Partenza: 703 m, arrivo: 603 m

Dislivello: 100 m

Pendenza media: 11%

#### Gigante
| Posizione | Atleta          | Nazione   | Tempo   |
| --------- | --------------- | --------- | ------- |
| 1         | Jan Nemec       | Rep. Ceca | 1:01.49 |
| 2         | Edoardo Frau    | Italia    | 1:01.84 |
| 3         | Michael Stocker | Austria   | 1:02.06 |
| 4         | Martin Stepanek | Rep. Ceca | 1:02.14 |
| 5         | Fausto Cerentin | Italia    | 1:02.18 |
| 6         | Stefan Portmann | Germania  | 1:02.56 |
| 7         | Lukas Kolouch   | Rep. Ceca | 1:02.61 |
| 8         | Jiri Russwurm   | Rep. Ceca | 1:02.74 |
| 9         | Hannes Angerer  | Austria   | 1:02.79 |
| 10        | Mirko Hueppi    | Svizzera  | 1:02.83 |

Data: Sabato, 7 settembre 2013

Ore: 11:00

Partenza: 714 m, arrivo: 603 m

Dislivello: 111 m

Pendenza media: 13%

#### Slalom
| Posizione | Atleta           | Nazione   | Tempo   |
| --------- | ---------------- | --------- | ------- |
| 1         | Jan Nemec        | Rep. Ceca | 1:04.50 |
| 2         | Martin Stepanek  | Rep. Ceca | 1:04.63 |
| 3         | Edoardo Frau     | Italia    | 1:04.71 |
| 4         | Lukas Kolouch    | Rep. Ceca | 1:04.82 |
| 5         | Fausto Cerentin  | Italia    | 1:04.90 |
| 6         | Jan Gardavsky    | Rep. Ceca | 1:05.44 |
| 7         | Domenic Senn     | Svizzera  | 1:05.71 |
| 8         | Hannes Angerer   | Austria   | 1:06.24 |
| 9         | Benjamin Bennett | Germania  | 1:06.45 |
| 10        | Stefan Portmann  | Germania  | 1:06.46 |

Data: Domenica, 8 settembre 2013

Ore: 11:00

Partenza: 703 m, arrivo: 603 m

Dislivello: 100 m

Pendenza media: 11%

## Risultati

### Donne

#### Supergigante
| Posizione | Atleta             | Nazione    | Tempo |
| --------- | ------------------ | ---------- | ----- |
| 1         | Barbara Mikova     | Slovacchia | 30.37 |
| 2         | Yukiyo Shintani    | Giappone   | 30.52 |
| 3         | Jaqueline Gerlach  | Austria    | 30.79 |
| 4         | Antonella Manzoni  | Italia     | 30.82 |
| 5         | Lisa Wusits        | Austria    | 31.01 |
| 6         | Anna Lena Portmann | Germania   | 31.07 |
| 7         | Ilaria Sommavilla  | Italia     | 31.12 |
| 8         | Ingrid Hirschhofer | Austria    | 31.21 |
| 9         | Veronika Cvaskova  | Slovacchia | 31.39 |
| 10        | Adela Kettnerova   | Rep. Ceca  | 31.78 |

Data: Giovedì, 5 settembre 2013

Ore: 11:30

Partenza: 724 m, arrivo: 603 m

Dislivello: 121 m

Pendenza media: 14%

#### Supercombinata
| Posizione | Atleta             | Nazione    | Tempo   |
| --------- | ------------------ | ---------- | ------- |
| 1         | Yukiyo Shintani    | Giappone   | 1:08.01 |
| 2         | Lisa Wusits        | Austria    | 1:09.13 |
| 3         | Chisaki Maeda      | Giappone   | 1:09.96 |
| 4         | Antonella Manzoni  | Italia     | 1:10.19 |
| 5         | Veronika Cvaskova  | Slovacchia | 1:10.20 |
| 6         | Ilaria Sommavilla  | Italia     | 1:10.40 |
| 7         | Anna Lena Portmann | Germania   | 1:10.46 |
| 8         | Ingrid Hirschhofer | Austria    | 1:11.75 |
| 9         | Shiori Obatake     | Giappone   | 1:12.18 |
| 10        | Dominika Dudikova  | Rep. Ceca  | 1:13.55 |

Data: Venerdì, 6 settembre 2013

Ore: 10:45

Supergigante Partenza: 724 m, arrivo: 603 m

Dislivello: 121 m

Pendenza media: 14%

Slalom Partenza: 703 m, arrivo: 603 m

Dislivello: 100 m

Pendenza media: 11%

#### Gigante
| Posizione | Atleta             | Nazione    | Tempo   |
| --------- | ------------------ | ---------- | ------- |
| 1         | Yukiyo Shintani    | Giappone   | 1:05.18 |
| 2         | Anna Lena Portmann | Germania   | 1:05.74 |
| 3         | Ilaria Sommavilla  | Italia     | 1:05.96 |
| 4         | Veronika Cvaskova  | Slovacchia | 1:06.57 |
| 5         | Chisaki Maeda      | Giappone   | 1:06.58 |
| 6         | Jaqueline Gerlach  | Austria    | 1:06.60 |
| 7         | Ingrid Hirschhofer | Austria    | 1:06.75 |
| 8         | Lisa Wusits        | Austria    | 1:06.95 |
| 9         | Barbara Mikova     | Slovacchia | 1:07.13 |
| 10        | Magdalena Kotyzova | Rep. Ceca  | 1:09.54 |

Data: Sabato, 7 settembre 2013

Ore: 11:00

Partenza: 714 m, arrivo: 603 m

Dislivello: 111 m

Pendenza media: 13%

#### Slalom
| Posizione | Atleta             | Nazione    | Tempo   |
| --------- | ------------------ | ---------- | ------- |
| 1         | Lisa Wusits        | Austria    | 1:10.80 |
| 2         | Anna Lena Portmann | Germania   | 1:11.92 |
| 3         | Antonella Manzoni  | Italia     | 1:12.01 |
| 4         | Ilaria Sommavilla  | Italia     | 1:12.07 |
| 5         | Jaqueline Gerlach  | Austria    | 1:12.27 |
| 6         | Barbara Mikova     | Slovacchia | 1:13.54 |
| 7         | Veronika Cvaskova  | Slovacchia | 1:13.90 |
| 8         | Shiori Obatake     | Giappone   | 1:14.65 |
| 9         | Magdalena Kotyzova | Rep. Ceca  | 1:14.97 |
| 10        | Minori Tamura      | Giappone   | 1:15.55 |

Data: Domenica, 8 settembre 2013

Ore: 11:00

Partenza: 703 m, arrivo: 603 m

Dislivello: 100 m

Pendenza media: 11%

## Medagliere per nazioni
| Nazione    | Oro | Argento | Bronzo | Totale |
| ---------- | --- | ------- | ------ | ------ |
| Rep. Ceca  | 3   | 1       | 0      | 4      |
| Giappone   | 2   | 1       | 1      | 4      |
| Austria    | 1   | 1       | 2      | 4      |
| Svizzera   | 1   | 0       | 0      | 1      |
| Slovacchia | 1   | 0       | 0      | 1      |
| Italia     | 0   | 3       | 4      | 7      |
| Germania   | 0   | 2       | 1      | 3      |